# Балавац
Балавац  (лат. Gymnocephalus cernuus) зракоперка је из реда Perciformes. Врста Gymnocephalus cernua је вештачки уведена на подручје Великих језера у Северној Америци, и присуство рибе је значајно оштетило локални екосистем.

## Угроженост
Ова врста није угрожена, и наведена је као последња брига јер има широко распрострањење.

## Општи подаци
Латински назив: Gymnocephalus cernuus
Локални називи: окун, паплајз, смрад
Макс. дужина: 25 cm.
Макс. тежина: 400 g. (у Русији је пронађен балавац од 16 kg )
Време мреста: од априла до маја (понекада и у јуну)

## Опис и грађа
Балавац има издужено тело. Леђа су му сивозелене боје са црнкастим мрљама, и имају нејасно изражене издужене сиве пеге, а леђна пераја су му срасла, међусобно спојена, и прошарана тамним тачкама. Дебеле бодље се налазе и у подрепном перају. Бокови су му жућкасти боје, а трбух беличаст. Уста су полудоња, а рило је кратко и тупо. Кружни поклопци - образи - такође су снабдевени са 11-12 оштрих бодљи. Има велике буљаве очи мутноплавичасте боје. Крљушт му је дубоко усађена у кожу. Бодље су му шупље попут игала за инјекције кроз које лучи отров из поткожних жлезда (ихтиотоксин), па се после убода осећа интензиван и трајан бол. Глава му је шиљата и без крљушти са мрежом сензорних пора. Има осетљиву бочну линију. Боја тела зависи од околине у којој живи али је најчешће светлозелене са тамним уздужним пругама. Тело балавца је лепљиво и слузаво. Грађом подсећа на бандара.
Балавац који обитује у рекама и језерима са пешчаним дном је светлији од примерака који живе на муљевитом дну. Нарасте око 10-13 cm у просеку, мада има и већих примерака (око 25 cm), и 400 g. У неким језерима Русије уловљени су балавци од 16 kg. Такав гигантски раст зависи пре свега од количине хране које има током целе године.

## Распрострањење
Ареал врсте Gymnocephalus cernua обухвата већи број држава. 
Врста има станиште у Италији, Грчкој, Француској, Русији, Кини, Шведској, Норвешкој, Пољској, Немачкој, Србији, Мађарској, Румунији, Украјини, Белорусији, Финској, Монголији, Казахстану, Данској, Уједињеном Краљевству, Босни и Херцеговини, Бугарској, Холандији, Црној Гори, Македонији, Лихтенштајну, Литванији, Луксембургу, Летонији, Словачкој, Словенији, Чешкој, Естонији, Хрватској, Молдавији, Аустрији, Азербејџану, Белгији, Грузији и Узбекистану.

## Навике, станиште, распрострањеност
Станишта врсте су језера и језерски екосистеми, речни екосистеми и слатководна подручја. Балавац у мутној води и на ниским температурама, због развијеног чула вида, има способност храњења у мраку. Дању борави у дубокој води, а ноћу, ради исхране, залази у плићаке, јер се храни фауном са дна. Слабо подносе дефицит кисеоника у води. Борави поред стрмих или стеновитих обала, где таласи разбијају и наносе глисте и ларве, а посебно га привлачи ларва комараца. Балавац насељава воде у већим равничарским текућим водама и језерима Европе, са изузетком Шпаније, Италије и Грчке. Налазимо га у већем делу Сибира, до Бајкала. Живи на дубини 3-5 m, у великим језерима, а и у речицама и великим рекама. Ретко се среће на дубинама мањим од два метра, јер избегава сунчеву светлост и топлу воду. У речним језерима, као риба ноћи и сумрака, живи у јамама испод засенчених обала, али највише воли бране и мостове где налази храну и хладовину. Балавац је мирољубива, друштвена риба, која лети, све време проведе на једном месту сем у случајевима када вода постане превиша топла. Балавац подноси широк распон еколошких и станишних услова укључујући слатку и бракичну воду, мутну и загађену.
У Србији је распрострањен у водама црноморског слива.

## Размножавање
Балавац се мрести два пута годишње, у априлу и мају, а понекада и у јуну. Женка положи 50.000-100.000 јаја икре жућкасте боје, пречника од 0,8 до 1 mm повезане пихтијастом, мада не и лепљивом слузи, на шљунковитом или песковитом дну, у близини обале реке, често на поплављеним теренима током ноћи или у сумрак. Млађ се изваљује након две недеље и изгледа остаје на истом месту до краја лета, појављујући се у плићацима, не достигавши дужину 2,5 cm. Темпо раста код балавца је доста спор. Полну зрелост достижу са две године. Кад се излегу, хране се ситним животињама, а касније ларвама и мало већим животињама.